# Tjerkasy zoopark
Tjerkasy zoopark (ukrainska:Черкаський міський зоопарк) är en mindre djurpark belägen i Parken till minne av 30-årsjubileet för segern i Stora fosterländska kriget i den ukrainska staden Tjerkasy, cirka 4 km från stadens centrum.
Tjerkasy zoopark är ett mindre zoo på lite över 4 hektar som byggdes 1979 och har cirka 480 arter, mest fåglar och reptiler. Av större däggdjur kan nämnas tigrar, leoparder, lodjur, brunbjörnar och vargar.